# هانگدو
هانگدو (انگلیسی: Hongdu) شرکت هوافضا و صنایع جنگ‌افزاری چینی است، که در سال ۱۹۳۴ تأسیس شد.